# Guaduas
Guaduas, kolonialer Name Villa de San Miguel de Guaduas, ist eine Gemeinde (municipio) im Departamento Cundinamarca in Kolumbien. Zusammen mit La Dorada ist Guaduas Sitz des Bistums La Dorada-Guaduas.

## Geographie
Guaduas liegt im Nordwesten von Cundinamarca, in der Provinz Bajo Magdalena, ungefähr 114 km von Bogotá entfernt auf einer Höhe von 992 m ü. NN und hat eine Durchschnittstemperatur von 23,5 °C. Der Ort liegt in einem Tal an der Westseite der Ostkordillere der kolumbianischen Anden. Die Gemeinde grenzt im Norden an Puerto Salgar und Caparrapí, im Osten an Caparrapí, Útica, Quebradanegra und Villeta, im Süden an Vianí und Chaguaní und im Westen vom Río Magdalena getrennt an La Dorada im Departamento de Caldas sowie an Honda und Armero im Departamento del Tolima.

## Bevölkerung
Die Gemeinde Guaduas hat 41.142 Einwohner, von denen 21.190 im städtischen Teil (cabecera municipal) der Gemeinde leben (Stand: 2019).

## Geschichte
Guaduas wurde 1572 von Andrés Díaz Venero de Leyva an der Stelle eines indigenen Dorfes gegründet. Später folgten 1610 und 1644 zwei weitere Gründungen durch den Mönch Tomás de Morales und durch Francisco Pérez Guzmán, den ersten Bürgermeister von Guaduas. Das historische Zentrum von Guaduas wurde 1959 zum nationalen Denkmal erklärt.

## Wirtschaft
Die wichtigsten Wirtschaftszweige von Guaduas sind die Landwirtschaft (Kaffee, Zuckerrohr, Bananen, Mais, Maniok, Baumwolle, Bohnen, Kakao, Obst und Gemüse), Rinderproduktion, Erdölförderung, Teichwirtschaft und Geflügelproduktion.

## Söhne und Töchter der Stadt
- Policarpa Salavarrieta (1795–1817), Unabhängigkeitskämpferin
- Joaquín Acosta (1799/1800–1852), Wissenschaftler
- Flor Romero (1933–2018), Schriftstellerin

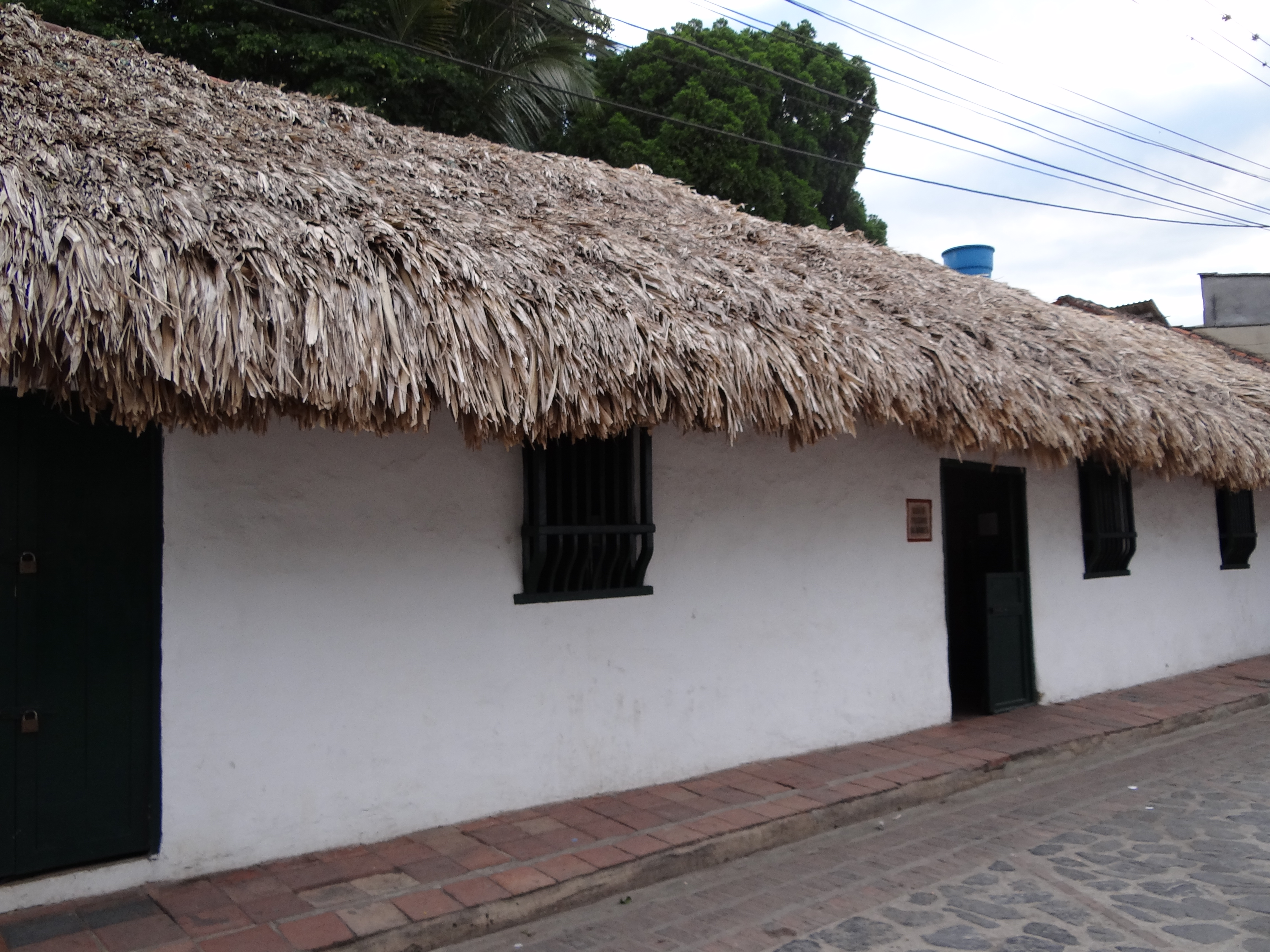
Geburtshaus von Policarpa Salavarrieta
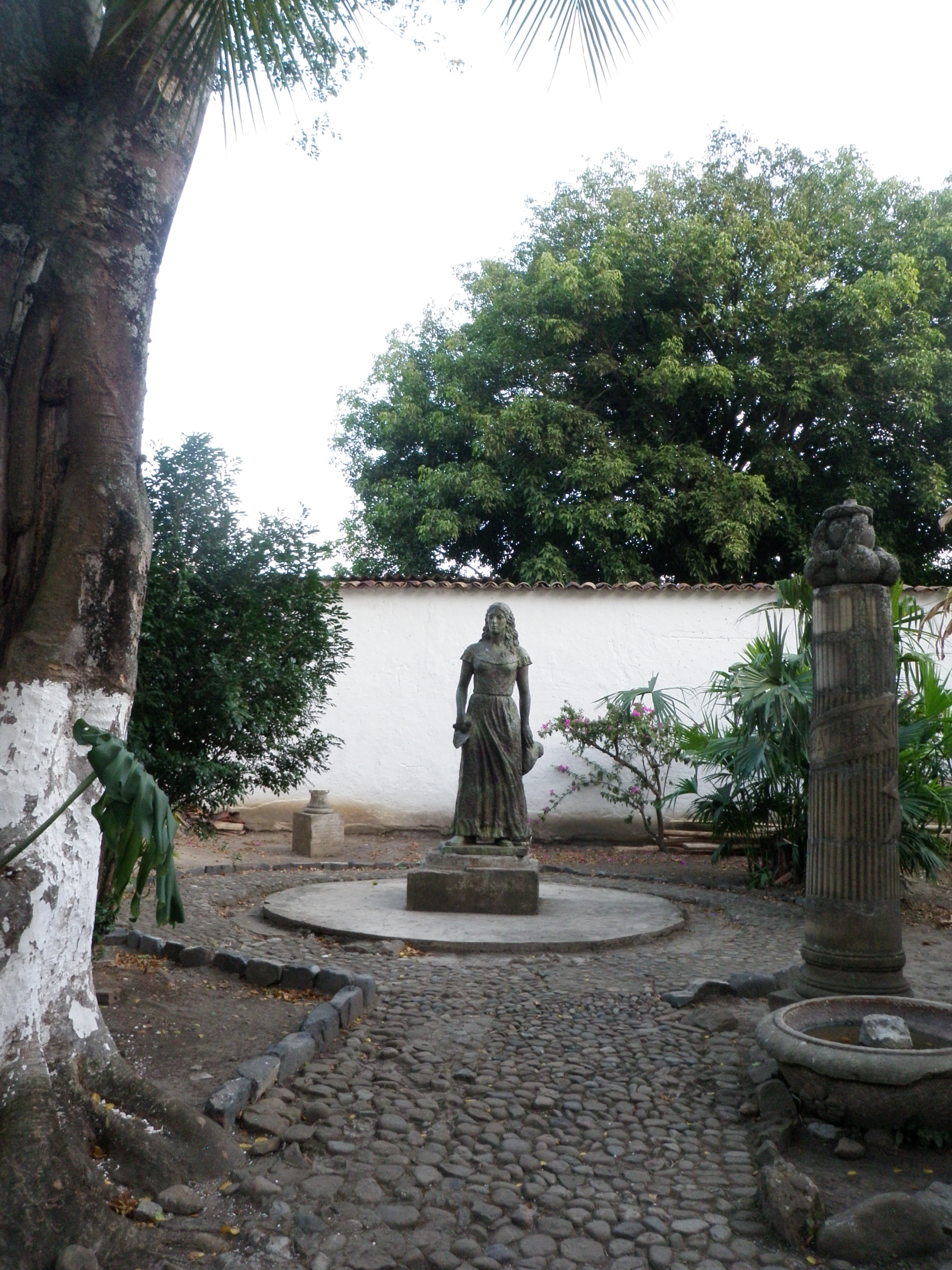
Innenhof mit Statue von Policarpa Salavarrieta